# スコット・スカイルズ
スコット・アレン・スカイルズ（Scott Allen Skiles, 1964年3月5日 - ）はアメリカ合衆国インディアナ州ラポルテ出身の元バスケットボール選手で、指導者。NBAにおける1試合最多アシスト記録(30)の保持者。

## 経歴
ミシガン州立大学でプレイした後、1986年のNBAドラフト 1巡目22位でミルウォーキー・バックスに指名され、NBA入り。
ルーキーシーズンは、わずか13試合の出場で、平均3.8得点、3.5アシストにとどまった。
翌シーズンからインディアナ・ペイサーズに移り、1987-88シーズンは先発2試合を含む50試合に出場し、平均4.4得点、3.5アシストをあげた。1988-89シーズンは、先発13試合を含む80試合に出場し、平均6.8得点、4.9アシストをあげたが、1試合あたりの出場時間は20分未満にとどまった。

### オーランド・マジック
1989年、エクスパンションドラフトで、新加入のオーランド・マジックに指名されて移籍した。移籍1年目は控えのポイントガードとして70試合に出場し、平均20.9分で、平均7.7得点、4.8アシストをあげた。1990-1991シーズンに先発の座を確保し、79試合中66試合で先発し、平均34.4分の出場で、17.2得点、8.4アシストをあげた。この年、MIPに選ばれた。1990年12月30日にオーランド・アリーナで行われたデンバー・ナゲッツ戦でNBA記録となる30アシストを記録した。それまでのNBA記録はケビン・ポーターが記録した29アシストであった。この記録はその後破られておらず、彼以降、1試合で最も多いアシスト数は、ラジョン・ロンドが2010年に記録した24アシストとなっている。
1991-92シーズンは75試合に平均31.5分出場し、14.1得点、7.3アシストと個人成績を落とした。1992-93シーズンは78試合に平均39.6分出場し、平均15.4得点、自己ベストの9.4アシストをあげた。
1993-94シーズンは全82試合に出場したが、先発は46試合にとどまり、プレータイムも短くなり、平均9.9得点、6.1アシストに終わった。シーズン終了後、ワシントン・ブレッツに放出された。アンファニー・ハーダウェイの役割を増やすためのトレードであったと見られているが、元チームメートのアンソニー・ブーイによれば、このトレードは失敗であり、スカイルズが在籍していれば、1995年のNBAファイナルでヒューストン・ロケッツに敗れることはなかったという（マジックはロケッツに0-4のスイープで敗れた）。

### マジック退団後
1994-95シーズン、62試合に平均33.5分出場し、平均13.0得点、7.3アシストをあげた。1995-96シーズンは、フィラデルフィア・セブンティシクサーズでわずか10試合の出場にとどまった。
1996年に肩を負傷したスカイルズは、ギリシャA1バスケットボールリーグのPAOKテッサロニキと契約を結んだ。NBAから来たスカイルズは期待されたが、シーズン中盤に怪我やフランス人のミシェル・ゴメスコーチとのトラブルに苦しんだ。ゴメスコーチが解任された後、スカイルズはコーチを兼任し、チームは3人の主力選手を怪我で欠きながら3位となり、翌年のユーロリーグ予選への出場権を確保した。

### サンズコーチ
1997-1998シーズン、フェニックス・サンズのアシスタントコーチに就任、1999-2000シーズンの開幕から20試合が経過した後、ダニー・エインジに代わってヘッドコーチに就任した。この年チームは53勝29敗、ウェスタン・カンファレンス5位でプレーオフに進出、ディフェンディングチャンピオンのサンアントニオ・スパーズとプレーオフ1回戦で対戦し、3勝1敗で破った。
2001-2002シーズン、開幕から51試合で25勝26敗となったところで解任された。
サンズのヘッドコーチとして3シーズンでプレーオフに2度出場、勝率.595をマークした。

### ブルズコーチ
2年間の充電期間を経て、2003年にシカゴ・ブルズのヘッドコーチに就任、低迷していたチームのディフェンスを改善させた。ディフェンスは相手フィールドゴール成功率を42.2%（NBAトップ）に抑えた。また26試合連続で失点を100点未満に抑えるチーム記録も作った。2005年1月には、NBAトップの13勝3敗をあげて、イースタン・カンファレンスの月間最優秀コーチに選ばれた。
2006年は41勝41敗でプレーオフにイースタン7位で出場、イースタン2位のマイアミ・ヒートに2勝4敗で敗れた。2006-07シーズンは49勝33敗でプレーオフに進出すると、1回戦でマイアミ・ヒートを破り、2回戦でイースタン1位のデトロイト・ピストンズと対戦、2勝4敗で敗れた。
2007-08シーズン、ブルズは高い期待を持たれたが、開幕から25試合で9勝16敗、セントラル・ディビジョン最下位となり、2007年12月24日、ジョン・パクソンゼネラルマネージャーより解任された。

### バックスコーチ
2008年4月21日、ラリー・クリスコービアックの後任として、ミルウォーキー・バックスのヘッドコーチに就任、2008-09シーズンは中心選手のマイケル・レッド、アンドリュー・ボーガットの負傷もあり、34勝48敗でシーズンを終えた。
2009-2010シーズンは、センターのボーガット、ポイントガードのブランドン・ジェニングス、シーズン半ばにトレードで獲得したジョン・サーモンズ、ジェリー・スタックハウスの活躍もあり、多くの識者からイースタン・カンファレンス最下位と予想されていたバックスは、7年ぶりに46勝36敗と勝ち越し、プレーオフに進出した。NBA最優秀コーチ賞はオクラホマシティ・サンダーのスコット・ブルックスに取られて受賞できなかった。
2013年1月8日、開幕から32試合で16勝16敗となった時点で解任された。

### マジックコーチ
2015年5月29日、オーランド・マジックの12代目のヘッドコーチに就任。2015-16シーズン、3年連続で20勝台に止まっていたマジックを35勝までに引き上げたが、2016年5月12日、突然辞任を表明した。

## 個人成績

### NBA

#### レギュラーシーズン
| シーズン | チーム | GP  | GS  | MPG  | FG%  | 3P%  | FT%  | RPG | APG | SPG | BPG | PPG  |
| -------- | ------ | --- | --- | ---- | ---- | ---- | ---- | --- | --- | --- | --- | ---- |
| 1986–87  | MIL    | 13  | 0   | 15.8 | .290 | .214 | .833 | 2.0 | 3.5 | .4  | .1  | 3.8  |
| 1987–88  | IND    | 51  | 2   | 14.9 | .411 | .300 | .833 | 1.3 | 3.5 | .4  | .1  | 4.4  |
| 1988–89  | IND    | 80  | 13  | 19.6 | .448 | .267 | .903 | 1.9 | 4.9 | .8  | .0  | 6.8  |
| 1989–90  | ORL    | 70  | 32  | 20.9 | .409 | .394 | .874 | 2.3 | 4.8 | .5  | .1  | 7.7  |
| 1990–91  | ORL    | 79  | 66  | 34.4 | .445 | .408 | .902 | 3.4 | 8.4 | 1.1 | .1  | 17.2 |
| 1991–92  | ORL    | 75  | 63  | 31.7 | .414 | .364 | .895 | 2.7 | 7.3 | 1.0 | .1  | 14.1 |
| 1992–93  | ORL    | 78  | 78  | 39.6 | .467 | .340 | .892 | 3.7 | 9.4 | 1.1 | .0  | 15.4 |
| 1993–94  | ORL    | 82* | 46  | 28.1 | .429 | .412 | .878 | 2.3 | 6.1 | .6  | .0  | 9.9  |
| 1994–95  | WSB    | 62  | 62  | 33.5 | .455 | .421 | .886 | 2.6 | 7.3 | 1.1 | .1  | 13.0 |
| 1995–96  | PHI    | 10  | 9   | 23.6 | .351 | .441 | .800 | 1.6 | 3.8 | .7  | .0  | 6.3  |
| Career   | Career | 600 | 371 | 28.0 | .435 | .379 | .889 | 2.5 | 6.5 | .8  | .0  | 11.1 |

#### プレイオフ
| シーズン | チーム | GP | GS | MPG  | FG%  | 3P%  | FT%   | RPG | APG | SPG | BPG | PPG |
| -------- | ------ | -- | -- | ---- | ---- | ---- | ----- | --- | --- | --- | --- | --- |
| 1994     | ORL    | 2  | 0  | 11.5 | .500 | .000 | 1.000 | .5  | 1.5 | .0  | .0  | 4.5 |
| Career   | Career | 2  | 0  | 11.5 | .500 | .000 | 1.000 | .5  | 1.5 | .0  | .0  | 4.5 |

## ヘッドコーチ実績
| チーム   | シーズン | G   | W   | L   | W–L% | シーズン結果     | PG | PW | PL | PW–L% | 最終結果                 |
| -------- | -------- | --- | --- | --- | ---- | ---------------- | -- | -- | -- | ----- | ------------------------ |
| サンズ   | 1999–00  | 62  | 40  | 22  | .645 | 3rd in Pacific   | 9  | 4  | 5  | .444  | カンファレンス準決勝敗退 |
| サンズ   | 2000–01  | 82  | 51  | 31  | .622 | 3rd in Pacific   | 4  | 1  | 3  | .250  | ファーストラウンド敗退   |
| サンズ   | 2001–02  | 51  | 25  | 26  | .490 | (fired)          | —  | —  | —  | —     | —                        |
| ブルズ   | 2003–04  | 66  | 19  | 47  | .288 | 8th in Central   | —  | —  | —  | —     |                          |
| ブルズ   | 2004–05  | 82  | 47  | 35  | .573 | 2nd in Central   | 6  | 2  | 4  | .333  | ファーストラウンド敗退   |
| ブルズ   | 2005–06  | 82  | 41  | 41  | .500 | 4th in Central   | 6  | 2  | 4  | .333  | ファーストラウンド敗退   |
| CHI      | 2006–07  | 82  | 49  | 33  | .598 | 3rd in Central   | 10 | 6  | 4  | .600  | カンファレンス準決勝敗退 |
| ブルズ   | 2007–08  | 25  | 9   | 16  | .360 | (fired)          | —  | —  | —  | —     | —                        |
| バックス | 2008–09  | 82  | 34  | 48  | .415 | 5th in Central   | —  | —  | —  | —     |                          |
| バックス | 2009–10  | 82  | 46  | 36  | .555 | 2nd in Central   | 7  | 3  | 4  | .429  | ファーストラウンド敗退   |
| バックス | 2010–11  | 82  | 35  | 47  | .427 | 3rd in Central   | —  | —  | —  | —     |                          |
| バックス | 2011–12  | 66  | 31  | 35  | .470 | 3rd in Central   | —  | —  | —  | —     |                          |
| バックス | 2012–13  | 32  | 16  | 16  | .500 | (resigned)       | —  | —  | —  | —     | —                        |
| マジック | 2015–16  | 82  | 35  | 47  | .427 | 5th in Southeast | —  | —  | —  | —     | Missed Playoffs          |
| Career   |          | 958 | 478 | 480 | .499 |                  | 42 | 18 | 24 | .429  |                          |

## その他
- オーランド・マジックでの現役時代、当時の黄金ルーキーだったシャキール・オニールと取っ組みあいの大喧嘩を繰り広げたことで知られている[1][8][9]。

- かつてヘッドコーチとして指揮していたチームで、タイラス・トーマス、エディ・カリー、ベイノ・ウードリック、ジェイソン・キッド、ブランドン・ジェニングス、ルック・バ・ア・ムーティ、アンドレス・ノシオーニ、ショーン・マリオン、ボー・アウトロー、トバイアス・ハリスらとコミュニケーションが十分に取れていなかったというメディアからの指摘がある[1][10]。